# Comalcuavilt
Comalcuavilt är en ort i Mexiko.   Den ligger i kommunen Comapa och delstaten Veracruz, i den sydöstra delen av landet, 250 km öster om huvudstaden Mexico City. Comalcuavilt ligger 648 meter över havet och antalet invånare är 130.
Terrängen runt Comalcuavilt är kuperad åt nordväst, men åt sydost är den platt. Runt Comalcuavilt är det ganska tätbefolkat, med 90 invånare per kvadratkilometer. Närmaste större samhälle är Paso del Macho, 15,9 km söder om Comalcuavilt. I omgivningarna runt Comalcuavilt växer huvudsakligen savannskog.